# اكتشاف خط أنابيب الزخارف الجينية
اكتشاف خطوط الأنابيب بين الجينات DIMPL
إن خطوط الأنابيب بين الجينات عبارة عن خط أنابيب للمعلومات الحيوية يتيح استخراج واختيار المناطق الجينية الغنية بالبكتيريا GC (IGRs) المخصبة للـ RNAs المنظمة غير المشفرة (ncRNAs).
- تم الإبلاغ عن طريقة إثراء IGRs البكتيرية لاكتشاف عزر ncRNA لأول مرة لدراسة «اكتشاف الجينوم على نطاق واسع لـ RNA منظم غير مشفر في البكتيريا». يعمل خط أنابيب DIMPL على أتمتة عملية تحليل الجينوم الكلي عن طريق استخراج IGRs ، وتصفيتها حسب الطول وتكوين الحمض النووي، وجمع البيانات اللازمة لتحديد الأشكال المرشحة وتعيين وظائفها المحتملة. يوفر خط أنابيب DIMPL تقنيات قابلة للتكرار لتحديد المناطق الجينومية المخصبة لـ ncRNA[2] من خلال مصنفات آلة ناقلات الدعم (SVM).
- يمكن استخدامه للبحث عن زخارف الحمض النووي والبروتين [3]، بما في ذلك العناصر الشبيهة بالريبوسويتش، وإطارات القراءة المفتوحة المنبثقة (uORFs)، وإطارات القراءة المفتوحة القصيرة (sORFs)، وتسلسلات زعيم البروتين الريبوزومي، والعناصر الجينية الأنانية وأشكال الحمض النووي الريبي المنظمة الأخرى المجهولة وظيفة. يستخدم DIMPL مصادر مختلفة لتحليل التسلسل، بما في ذلك: قاعدة بيانات Rfam [4] كمرجع لعائلات الحمض النووي الريبي المعروفة كأداة بحث BLASTX ، [5] للتخلص من مناطق ترميز البروتين غير المشروحة الحزمة [6][7] INFERNAL للبحث في تسلسل IGS CMfinder ،[8] للبحث عن ميزات بنية ثانوية محتملة للحمض النووي الريبي برنامج R-scape][9] وخوارزمية رسم [10] R2R ، لتوليد نموذج الإجماع [11] RNAcode ، للبحث عن وجود مناطق الترميز عرض الجينوم،[12] لتصور السياق الجيني لعزر الحمض النووي الريبي تم اكتشاف أشكال RNA باستخدام DIMPL تشمل HMP-PP riboswitch ، icd-II ncRNA ، عزر carA ncRNA .عزر ldh2 ncRNA ،[13] من بين أمور أخرى.